# نيدي ستريمر أوفرلود
نيدي ستريمر أوفرلود (بالإنجليزية: Needy Streamer Overload) هي رواية مرئية مستوحاة من دنبا صدرت عام 2022 أنشأها المطور الياباني زيمينو ونشرتها شركة دبليو اس اس لأنظمة ماك أو إس ومايكروسوفت ويندوز ونينتندو سويتش. يتولى اللاعب دور مدير لصاحبة محتوى البث المباشر، ويتخذ القرارات نيابةً عنها حتى تتمكن من تحقيق هدفها المتمثل في الوصول إلى مليون متابع خلال شهر. كانت اللعبة في البداية بعنوان نيدي جيرل اوفردوس (بالأنجليزية: Needy Girl Overdose)، ولكن تم تغيير هذا الاسم في نوفمبر 2021 استعدادًا للإصدار الغربي. احتفظت اللعبة بعنوانها الأصلي في اليابان.

## موجز
آمي (あめちゃん آمي-تشان) هي فتاة مريضة نفسيا ذات شخصية محتاجة، تركت الدراسة وحبست نفسها في المنزل، تعيش مع شخصيتها بطل الرواية ذات الإدراج الذاتي. حتى تدفع الإيجار، وتقابل احتياجاتها الغير اجتماعية، يجب على آمي أن تبدأ بالبث المباشر على الإنترنت حيث تأخذ على شخصيتها في الإنترنت الخاصة بها "OMGkawaiiAngel" (超絶最かわてんしちゃん، تشوزيتسو سايكاوا تينشي-تشان، بالمعنى الحرفي: ملاك لطيف متعالي)، او "KAngel"; "كانجل" (超てんちゃん تشوتين-تشان) للاختصار، تتفاعل مع مشاهدي البث الخاص بها وهي ترتدي شعرها المستعار ومكياجها وملابسها اللطيفة. بطل الرواية، الذي يُدعى بمودة بي-تشان (ピ بي)، مكلف بإدارة حياتها اليومية حيث تزيد عدد متابعيها.

## طريقة اللعب

لقطة شاشة داخل اللعبة توضح واجهة اللعبة. يمكن رؤية البث المباشر لـلشخصية آمي في أعلى اليسار، بينما يمكن مراقبة إحصائياتها في مدير المهام إلى أعلى اليمين، ويتحدث اللاعب معها باستخدام برنامج مراسل JINE في أسفل اليمين. يتم اختيار الأنشطة اليومية عبر أيقونات سطح المكتب.

يتفاعل اللاعب مع آمي حصريًا من خلال واجهة مستخدم ذات طابع الباستيل بشكل ويندوز 95، واختيار مهامها اليومية عبر أيقونات سطح المكتب، ومراقبة إحصائياتها عبر مدير المهام، والتحدث معها من خلال خدمة مراسلة فورية تسمى JINE. ينقسم كل يوم إلى فترات زمنية في الظهر والغسق والمساء، ويمكن أن تستغرق الإجراءات المختلفة فترة زمنية واحدة أو أكثر من هذه الفترات الزمنية. لا يمكن لـآمي ان تبدا بالبث المباشر إلا خلال المساء، حيث أن هذا هو الوقت من اليوم الذي يكون فيه مشاهدو البث أكثر نشاطًا. أثناء البث المباشر لـآمي، يتولى اللاعب دور مشرف المحتوى المسؤول عن حذف تعليقات المشاهدين أو الترويج لها داخل الدردشة المباشرة للبث. بعد البث المباشر أو اختتام الأنشطة المختلفة، يستطيع اللاعب الحصول على لمحة عن أفكار آمي وحالتها المزاجية عبر منشوراتها على توويتر.
إلى جانب عدد المتابعين، لدى آمي ثلاث إحصائيات سيحتاج اللاعب إلى مراقبتها، وهي الضغط والعاطفة (تجاه اللاعب) والظلام العقلي. إذا أصبحت بعض السمات مرتفعة أو منخفضة للغاية، فسوف تبدأ آمي في عرض التأثيرات الضارة. قد تتضمن الأنشطة التي يمكن للاعب اختيارها لـآمي البحث عن أفكار جديدة للبث، أو قضاء الوقت معًا، أو النوم، أو إساءة استخدام الوصفات الطبية والمخدرات غير المشروعة. تؤثر كل من هذه الأنشطة على إحصائيات آمي بطرق مختلفة.
عند الإصدار، كان هناك في الأصل 22 نهاية مختلفة للعبة، والتي يتم مواجهتها بناءً على اختيارات اللاعب. تمت إضافة نهايات إضافية في تحديث 28 أكتوبر 2022 بالتزامن مع إصدار اللعبة على النينتندو سويتش.

## وصلات خارجية
- الموقع الرسمي
- نيدي ستريمر أوفرلود في قاعدة بيانات الرواية المرئية